# Иса, Салман
Салман Иса (араб. سلمان عيسى‎; род. 12 июля 1977 года) — бахрейнский футболист, игравший на позиции защитника. Выступал за сборную Бахрейна.

## Карьера

### Клубная карьера
Выступая в составе «Риффы» с 1998 по 2005 год, ни один из сезонов не оставался без наград.
Переехав в катарский «Аль-Араби», лишь в одном из сезонов довольствовался бронзой.
Вернувшись в «Риффу» снова несколько раз становился победителем или призёром чемпионата.

### Международные турниры
В составе «Риффы» в сезоне 1998/99 года участвовал в играх Азиатского Кубка чемпионов, но команда выбыла из борьбы уже после первого раунда, уступив по результатам двух игр йеменской «Аль-Вехде».
В 2004 году в составе «Риффы» должен был участвовать в розыгрыше лиги азиатских чемпионов, но по соображениям безопасности команда отказалась от участия в турнире.
В 2013 году в составе «Риффы» участвовал в розыгрыше Кубка АФК, но команда остановилась на стадии 1/16 финала. Такой же результат команда показала и в следующем сезоне.
В 2006 и 2011 годах в составе «Аль-Араби» участвовал в групповом этапе Кубка Залива.

## Достижения
Чемпионат Бахрейна 

 2000, 2003, 2005, 2012, 2014 

 2004 

 1999, 2001, 2002
Кубок короля Бахрейна 

 1999, 2000, 2003, 2014 

 2012, 2013
Кубок Федерации футбола Бахрейна 

 2000, 2001, 2004, 2014, 2016 

 2003
Кубок наследного принца Бахрейна 

 2002, 2003, 2004 

 2001
Чемпионат Катара 

 2006, 2010
Кубок наследного принца Катара 

 2010, 2011
Суперкубок Катара 

 2008, 2010, 2011